# Peralejos de Abajo
Peralejos de Abajo település Spanyolországban, Salamanca tartományban. Peralejos de Abajo Villarmuerto, Peralejos de Arriba, Pozos de Hinojo és Vitigudino községekkel határos. Lakosainak száma 171 fő (2024).

## Népesség
A település népessége az elmúlt években az alábbi módon változott:
| Lakosok száma | 194  | 185  | 194  | 183  | 169  | 163  | 160  | 164  | 170  | 171  |
|               | 2001 | 2004 | 2007 | 2009 | 2012 | 2014 | 2017 | 2019 | 2022 | 2024 |